# 清原貞衡
清原 貞衡（きよはら の さだひら、生没年不詳）は、平安時代後期の武将。

## 人物
陸奥守源頼俊が行った蝦夷征伐（延久蝦夷合戦）に助勢し、衣曾別嶋荒夷（えぞがわけしまあらえびす）と閉伊七村山徒を平定し日本の東端（北端）を津軽海峡まで到達させたとされ、恩賞として鎮守府将軍従五位下に叙せられた。
この合戦では、武蔵国豊島郡の平常家、伊豆国田方郡の藤原惟房、源義家の腹心の藤原基通などの河内源氏傘下の武士たちが追討を被っており、頼俊や貞衡の真の目的は、中央政界での河内源氏の台頭を挫くと共に、「荒夷」征討という大義名分を利用して北方産物の重要な交易ルートである太平洋海運から河内源氏系の勢力を駆逐し、その主導権を確立することだったとする見解もある。
前の鎮守府将軍清原武則との関係は不明だが、武則の孫である真衡と同一人物（貞と真の誤記）とする説が有力であった。一方で武則の子で真衡の父である武貞の別名とする説もある。また、武則自身を海道平氏出身としてその弟とする説、海道平氏出身で武貞の娘婿とする説もある。『続群書類従』「清原系図」には、清原武衡について「奥州磐城郡に住す。寛治五年十一月、源義家か為に滅ぼさる」と記されており、また『百錬抄』寛治元年（1083年）12月26日条には「平武衡」と武衡の名が平姓を冠して記されている。これらのことから、海道平氏の平貞衡が清原氏へ、清原氏の清原武衡が海道平氏へと、両氏の間で養子の交換が行われた可能性があり、その際に貞衡はおそらく清原武則の娘婿として奥六郡主の後継者の座に就き、同時に清原真衡・清衡・家衡の継父として彼らの後見役の役割を担うことになったとする見解もある。